# Unterweltsvasen

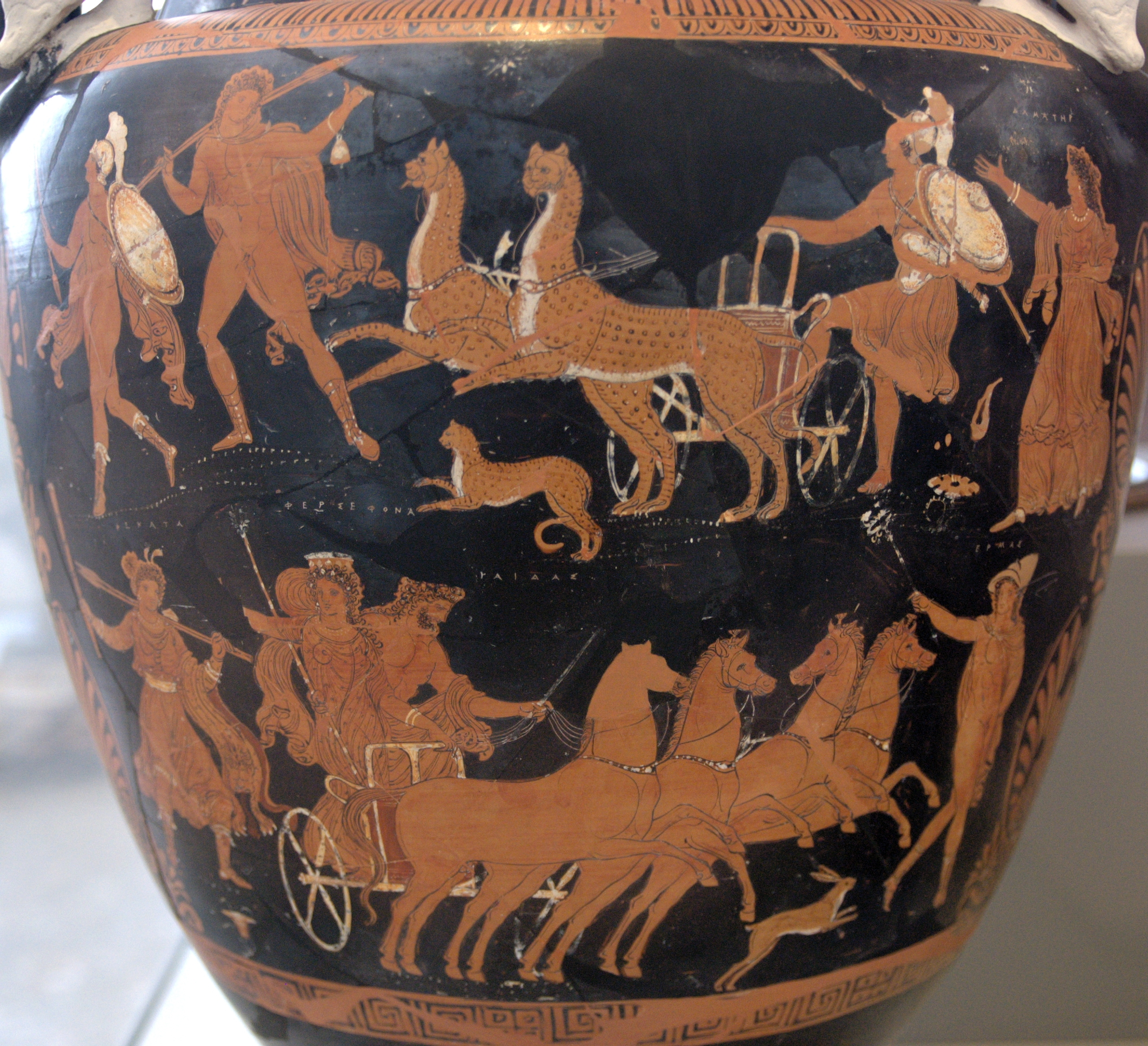
Raub der Persephone. Apulischer rotfiguriger Volutenkrater, um 340 v. Chr.

Als Unterweltsvasen bezeichnet man in der Klassischen Archäologie apulisch-rotfigurige Gefäße, auf denen Szenen aus der Unterwelt dargestellt wurden.
Zu den Unterweltsvasen gehören vor allem Volutenkratere. Auf ihnen sind beispielsweise das Götterpaar Hades und Persephone dargestellt, manchmal in einer Palastarchitektur thronend, Hekate, Dike, die Totenrichter Triptolemos, Aiakos und Rhadamanthys, Orpheus und Eurydike, Herakles, wie er Kerberos bändigt, oder auch Megara und ihre Kinder. Außerdem werden aus der griechischen Mythologie bekannte Frevler beim Verbüßen ihrer Strafe gezeigt, so die Danaiden, Sisyphos, Tantalos, Theseus, Peirithoos, manchmal auch mit ihren Wächtern, Dike oder einer der Erinnyen. Es gibt keine genaue typologische Festlegung bei der Gestaltung der Bilder. Sie zeigen weniger mythologische Begebenheiten als die Jenseitsvorstellungen der unteritalischen Griechen: Verstorbene können entweder Glückseligkeit oder Bestrafung erwarten. Eine verwandte Form sind die Naïskosvasen.